# 伊拿克里斯足球會
伊拿克里斯足球會（希臘語：ΠΑΕ Ηρακλής Θεσσαλονίκης）是希腊塞萨洛尼基的一个足球俱乐部。该俱乐部得名于希腊神话人物：大力神赫拉克勒斯。该队是希腊历史最长的球队之一，现参加希臘足球甲級聯賽。

## 荣誉
- 希腊足球超级联赛
  - 亚军：1934, 1939, 1947
- 希腊杯足球赛
  - 冠军：1976
  - 亚军：1947, 1957, 1980, 1987
- 巴爾幹盃
  - 冠军：1985